# Tadeusz Marczewski
Tadeusz Marczewski (ur. 28 października 1879 w Łukawie, zm. 20 stycznia 1963 w Górze Kalwarii) – polski malarz i grafik. 
Ukończył Szkołę Handlową w Warszawie, następnie w latach 1903-1906 studiował w krakowskiej ASP u profesorów Floriana Cynka i Teodora Axentowicza. Kontynuował studia w Paryżu (1906-1909) oraz Włoszech i Monachium (1910-1911), po czym wyjechał do Rosji. W czasie I wojny światowej był profesorem w Polskiej Szkole Sztuk Pięknych w Kijowie. Po powrocie do Warszawy aktywnie zajmował się działalnością artystyczną i dydaktyczno kulturalną, a również publicystyką. Przez pewien czas prowadził własną Szkołę Malarstwa i Rysunku. 
Dorobek artystyczny Marczewskiego obejmuje malarstwo o tematyce religijnej, rodzajowej, mitologicznej, bajkowej i portrety. Większość tego dorobku uległa zniszczeniu w jego mieszkaniu w Warszawie podczas II wojny światowej. Po wojnie zajmował się głównie pracami graficznymi dla czasopism ("Stolica", "Radio i Świat", "Głos Nauczyciela" i innych).